# Power Shovel Simulator
Power Shovel Simulator (パワーショべルに乗ろう!!?, Pawā Shoberu ni Norou!!) è un videogioco di simulazione per arcade incentrato sugli escavatori, edito dalla Taito nel 1999. Il titolo venne prodotto in cooperazione con la Komatsu, nota azienda giapponese realizzatrice di macchine edili. Ebbe delle conversioni per PC e PlayStation, quest'ultima uscita in Nord America come Power Shovel e in Europa come Power Diggerz.

## Modalità di gioco
Power Shovel Simulator mette il giocatore alla guida di uno degli escavatori realmente esistenti della Komatsu in una serie di eventi orientati alla costruzione e non solo. I tre modelli introdotti sono PC30MR, PC100 e PC1100, i quali variano per dimensioni, velocità, capacità e abilità di scavo. La pala viene azionata tramite due leve a quattro vie, mentre il movimento del cingolo controllata tramite due pedali a due vie. Il cabinato offre la possibilità di scegliere mediante un pulsante una prospettiva in prima o terza persona.
La principale modalità, "On-site King" (現場王), vede il giocatore svolgere dei lavori assegnati dal gioco stesso e deve portarli a compimento entro un determinato limite di tempo. Il numero di compiti differisce in base al livello di difficoltà selezionato: due in Beginner e quattro nei restanti due (Practical e Hard). Nel caso il giocatore si schianti contro un camion o qualcosa del genere, dei secondi sul timer verranno ridotti e anche la valutazione (stipendio) al termine di un compito diminuirà. Se finisce tutti gli incarichi senza avere subito alcuna penalità potrà accedere ad un incarico bonus.
La seconda modalità disponibile, "Part-time Job King" (バイト王), è composta da nove diversi minigiochi, giocabili anche nella modalità "Vs." per due giocatori. Di seguito sono elencate le loro descrizioni:
- Truck Speed Loading Battle – Prevede che venga caricato un determinato peso di terreno su un camion;
- Deep Hole Digging Contest – Bisogna scavare una buca alla profondità specificata;
- Pre-Fab House Crushing – Dei prefabbricati devono essere abbattuti al fine di catturare la bandiera;
- Turtle Rescue – Delle tartarughe in una piscina devono essere raccolte e portate una o due alla volta nell'altra piscina;
- Luxury Car Crushing Contest – Prevede che venga totalmente distrutta una limousine;
- Curry Making Contest – Bisogna servire curry su quanti più piatti di riso;
- Price Matching Shopping Contest – Minigioco di abilità mentale in cui vengono comprati oggetti che costano l'importo specificato;
- Bridge Crossing Contest – L'escavatore deve raggiungere il traguardo percorrendo una strada formata da due bivi, pieni di trappole;
- Electric Fence – Solo la pala deve attraversare un particolare percorso senza toccare il bordo o nessun ostacolo mobile.

Una terza modalità nascosta è accessibile attraverso un trucco ed essa è "Speed King" (速技王), nella quale il giocatore cerca di ottenere il tempo migliore affrontando con l'escavatore quattro lavoretti in questo ordine specifico: colpire le talpe, demolire una casa di legno, distruggere un'auto lussuosa e versare sabbia nel camion.
Infine, le versioni PlayStation e PC includono due esclusive modalità rivolte ad un unico giocatore: "License King" (ゲッチュー免許皆伝王), ove prevede una serie di prove (come abbattere pali, parcheggiare e scavare sabbia) che devono essere superate per ricevere la licenza di operatore, e "Level Editor" (やりたい放題王), che consente di progettare i propri percorsi su una griglia 6x6, con ostacoli come buche, recinti elettrici, coni e capannoni.

### Power Shovel Simulator EX
È una versione aggiornata sempre per arcade uscita l'anno seguente all'originale (2000), la quale introduce una nuova modalità, "Practice King" (練習王), che come il nome suggerisce consiste nel fare pratica con uno dei quattro lavori proposti.

## Accoglienza
In Giappone, la rivista Game Machine elencò Power Shovel Simulator nel numero del 1º dicembre 1999 come la quinta unità arcade di maggior successo del mese.